# Eduard Sievers
Eduard Sievers (ur. 25 listopada 1850 w Lippoldsbergu, zm. 30 marca 1932 w Lipsku) – niemiecki filolog, mediewista i językoznawca (młodogramatyk), jeden z najbardziej wpływowych językoznawców historycznych przełomu XIX i XX wieku.

## Życiorys
W latach 1867–1870 studiował filologię klasyczną, germanistykę i anglistykę w Lipsku i Berlinie. Studia ukończył w wieku 19 lat, uzyskując w 1870 r. tytuł doktora za dysertację pt. Untersuchungen über Tatian. Zaledwie rok później został wykładowcą na uniwersytecie w Jenie. Ponieważ mówił płynnie po angielsku, co wówczas nie było częste, w 1881 dostał propozycję pracy na uniwersytecie Harvarda w Cambridge, Massachusetts, którą jednak odrzucił z powodów osobistych. W 1883 przeniósł się na uniwersytet w Tübingen, a w 1887 na uniwersytet w Halle. W 1892 r. otrzymał ofertę pracy na uniwersytecie w Lipsku, gdzie w latach 1899-1900 był dziekanem Wydziału Filozoficznego, a w latach 1901-1902 rektorem. Tam też pracował do śmierci w 1932 r.

## Praca naukowa
Sievers w pracy naukowej zajmował się językami germańskimi i klasycznymi, metryką oraz fonetyką. Jest redaktorem i wydawcą licznych zabytków literatury w starych językach germańskich. 
Znany jest za popularyzację tradycji poetyckiej w języku staroangielskim oraz starosaskim. Jednym z jego osiągnięć było np. zidentyfikowanie staroangielskiego poematu Genesis jako tłumaczenia z języka starosaskiego zanim analogiczny starosaski poemat Genesis został odkryty. Jego słynnym dziełem była także gramatyka staroangielska, kilkukrotnie wznawiana (Angelsächsische Grammatik, 1882). Zasłużył się również opisaniem rytmu używanego w poezji starogermańskiej oraz zidentyfikowaniem pięciu wzorców rytmicznych. Jego teoria wywarła duży wpływ na twórczość poety Ezry Pounda. 
Międzynarodowe uznanie zdobył Sievers jednak w dużej mierze publikacją nt. rytmu i melodii (1912), w której przedstawił badanie melodii języka mówionego. Na podstawie eksperymentów postawił tezę, że tekstom literackim przypisana jest przez autora (świadomie lub nieświadomie) struktura rytmiczna, którą czytelnik jest w stanie odtworzyć.
Jego nazwiskiem nazwano również prawo Sieversa, prawo głosowe dotyczące języka pragermańskiego oraz praindoeuropejskiego.
Sievers był także jednym z prekursorów prawa Menzeratha. Jego statystyczne badania nad dziełami literackimi stanowią ważny wkład w rozwój językoznawstwa kwantytawnego.

## Publikacje Sieversa
- Untersuchungen über Tatian. Praca doktorska (Uniwersytet w Lipsku). Buchdruckerei des Waisenhauses Hall 1870.
- Der Heliand und die angelsächsische Genesis. Niemeyer, Halle 1875
- Grundzüge der Lautphysiologie zur Einführung in das Studium der Lautlehre der indogermanischen Sprachen. Breitkopf & Härtel, Leipzig 1876. (Kolejne 4 wydania 1881, 1885, 1893 i 1901 pod tytułem Grundzüge der Phonetik zur Einführung in das Studium der Lautlehre der indogermanischen Sprachen beim gleichen Verlag)
- Heliand (red. Eduard Sievers). Verlag der Buchhandlung des Waisenhauses, Halle 1878
- Zur Accent- und Lautlehre der germanischen Sprachen. Niemeyer, Halle 1878
- Angelsächsische Grammatik. Niemeyer, Halle 1882
- Miscellen zur angelsächsichen Grammatik. Karras, Halle 1883
- Proben einer metrischen Herstellung der Eddalieder. Fues, Tübingen 1885
- Tatian. Lateinisch und altdeutsch / mit ausführlichem Glossar hrsg. von Eduard Sievers. 2. wydanie. Schöningh, Paderborn 1892
- Altgermanische Metrik. Niemeyer, Halle 1893
- Abriss der angelsächsischen Grammatik. Niemeyer, Halle 1895
- Rhythmisch-melodische Studien. Vorträge und Aufsätze. Winter, Heidelberg 1912.

Był także jednym z redaktorów czasopisma Beiträge zur Geschichte der deutschen Sprache und Literatur. 